# Mario Isnenghi
Mario Isnenghi (Venezia, 19 aprile 1938) è uno storico italiano.

## Biografia
Conseguita la laurea in Letteratura italiana contemporanea all'Università degli Studi di Padova, ha insegnato in quella stessa città Storia del giornalismo, afferendo al Dipartimento di Studi storico-politici della facoltà di Scienze Politiche, poi a Torino ed infine a Venezia, dove è stato direttore del Dipartimento di Studi Storici e ha tenuto la cattedra di storia contemporanea, lasciata nell'autunno 2010 a seguito del pensionamento. I suoi ambiti di ricerca spaziano dalla prima guerra mondiale al fascismo, dai conflitti fra le memorie alla soggettività ed al discorso pubblico. Le sue numerose pubblicazioni sui predetti temi sono considerate punti fermi dalla storiografia contemporanea.
Nel 1962 è stato condirettore della rivista Progresso veneto (diretta da Domenico Ceravolo) della federazione regionale del PSI, mentre dal 1984 è direttore della rivista di storia Venetica. Dal febbraio al maggio 2011 ha tenuto un ciclo di conferenze a Venezia nell'Auditorium di Santa Margherita, sulla Storia d'Italia tra Ottocento e Novecento, dal titolo "Centocinquanta, ma non li dimostra. Divisi e uniti dentro uno stivale". Attualmente è presidente onorario dell'Iveser, l'Istituto veneziano per la storia della Resistenza e della società contemporanea.

## Opere

### Libri
- L'impegno incivile, Padova, Edizioni de Il rinoceronte, 1964.
- I vinti di Caporetto nella letteratura di guerra, Padova, Marsilio Editori, 1967.
- La grande guerra tra storia e ideologia, Rovereto, Moschini, 1969.
- Il mito della Grande guerra. Da Marinetti a Malaparte, Bari, Laterza, 1970; Bologna, Il Mulino, 1989.
- La prima guerra mondiale, a cura di, Bologna, Zanichelli, 1972.
- Giovanni Papini, Firenze, La Nuova Italia, 1972.
- Stampa di parrocchia nel Veneto, Padova, Marsilio Editori, 1973.
- Giornali di trincea (1915-1918), Torino, Einaudi, 1977.
- L'educazione dell'italiano. Il fascismo e l'organizzazione della cultura, Bologna, Cappelli, 1979.
- Intellettuali militanti e intellettuali funzionari. Appunti sulla cultura fascista, Torino, Einaudi, 1979.
- Operai e contadini nella Grande guerra, a cura di, Bologna, Cappelli, 1982.
- Rossi giornalista: come si costruisce e si amministra una pubblica opinione, Roma, Edizioni di storia e letteratura, 1985.
- Le guerre degli italiani. Parole, immagini, ricordi, 1848-1945, Milano, Arnoldo Mondadori Editore, 1989.
- Padova capitale al fronte. Da Caporetto a Villa Giusti. Ciclo di conferenze, a cura di, Padova, Comune, Assessorato cultura e beni culturali, 1990.
- La grande guerra, Firenze, Giunti, 1993.
- L'Italia in piazza. I luoghi della vita pubblica dal 1848 ai giorni nostri, Milano, Mondadori, 1994.
- I luoghi della memoria. Simboli e miti dell'Italia unita, a cura di, Roma-Bari, Laterza, 1996.
- L'Italia del fascio, Firenze, Giunti, 1996.
- I luoghi della memoria. Personaggi e date dell'Italia unita, a cura di, Roma-Bari, Laterza, 1997.
- I luoghi della memoria. Strutture ed eventi dell'Italia unita, a cura di, Roma-Bari, Laterza, 1997.
- Breve storia dell'Italia unita a uso dei perplessi, Milano, Rizzoli, 1998.
- La tragedia necessaria. Da Caporetto all'otto settembre, Bologna, Il mulino, 1999.
- Storia d'Italia nel secolo ventesimo. La grande guerra 1914-1918, con Giorgio Rochat, Scandicci, La nuova Italia, 2000.
- Storia di Venezia. L'Ottocento e il Novecento, a cura di e con Stuart Joseph Woolf, 3 voll., Roma, Treccani, 2002.
- Il Liceo convitto Marco Foscarini, Padova, Il poligrafo, 2005.
- Dalla Resistenza alla desistenza. L'Italia del Ponte (1945-1947), Roma-Bari, Laterza, 2007.
- Garibaldi fu ferito. Storia e mito di un rivoluzionario disciplinato, Roma, Donzelli, 2007.
- Gli italiani in guerra. Conflitti, identità, memorie dal Risorgimento ai nostri giorni, a cura di e con al., 4 voll., Torino, UTET, 2008.
- Garibaldi fu ferito. Il mito, le favole, Donzelli, 2010.
- Storia d'Italia. I fatti e le percezioni dal Risorgimento alla società dello spettacolo, Roma-Bari, Laterza, 2011.
- Diario di un arcidiavolo nell'Italia della democrazia liquida (1994-2013), Roma, Donzelli, 2013
- Passati remoti. 1914-1919 due saggi sulla Grande Guerra, Edizioni dell'asino, 2014.
- Ritorni di fiamma. Storie italiane, Milano, Feltrinelli, 2014.
- Convertirsi alla guerra. Liquidazioni, mobilitazioni e abiure nell'Italia tra il 1914 e il 1918, Milano, Donzelli, 2015.
- Oltre Caporetto. La memoria in cammino. Voci dai due fronti, Venezia, Marsilio, 2018
- I vinti di Vittorio Veneto, a cura di e di P. Pozzato, Bologna, il Mulino, 2018
- Vite vissute e no. I luoghi della mia memoria, Bologna, il Mulino, 2020
- Se Venezia vive, Venezia, Marsilio, 2021

### Articoli in riviste
- (2005), L'anno del Siccardi, in «Belfagor», pp. 695–704. (ISSN 0005-8351)
- (2004),  Tina Merlin giornalista, in «Genesis», volume III/1, pp. 169–182. (ISSN 1594-9281)
- (2001), Storia di Torino, in «Memoria e ricerca». (ISSN 1127-0195)
- (2000), Ventaglio estivo con un poscritto d'ottobre, in «Belfagor». (ISSN 0005-8351)

### Articoli in libri
- (2008), Prefazione a "Un barbaro veneziano" - Cesco Chinello, Il Poligrafo, Padova.
- (2006), Dall'intervento alla marcia su Roma, in B.Bongiovanni - N. Tranfaglia (a cura di), Le classi dirigenti nella storia d'Italia, Roma-Bari, Ed. Laterza, pp. 105–150.
- (2006), Dalla Scala al San Carlo, in I. Boga, Da Milano a Capua. Diario di Ismaele Boga, garibaldino 1860-1861, Verona, Ed. Novacharta, pp. VII-XIV.
- (2006), Percorsi della memoria italiana nella seconda guerra mondiale, in V. Paticchia (a cura di), Percorsi della memoria 1940-1945 la storia, i luoghi, Bologna, Ed. Istituto per i Beni artistici e culturali, pp. 45–60.
- (2005), Allievi e maestri, in G. Albanese - M. Borghi (a cura di), Memoria resistente. La lotta partigiana a Venezia e provincia nel ricordo dei protagonisti, Venezia, Ed. Nuova Dimensione, pp. 109–138.
- (2005), Memorie e contromemorie di una 'guerra dei trent'anni' , in E. Rocca, Diario degli anni bui, Udine, Ed. Gaspari, pp. 7–19.
- (2005), Soliloqui e colloqui del tenente in cura d'anime. "Con me e con gli alpini". "L'Astico", in Piero Jahier: uno scrittore protestante?, Torino, Claudiana, pp. 105–123
- (2005), Tragico controvoglia, in «Mélanges de l'École Française de Rome», vol. 117-2, Roma, Ed. École Française de Rome, pp. 853–870.
- (2004), Vincere perdendo. Diario del 1866, in L. Pesaro, Il diario di Letizia (1866), Verona, Ed. Novacharta, pp. IX-XXIII.
- (1986), La cultura, in E. Franzina, Venezia, Roma-Bari, Ed. Laterza, pp. 381–480.
- (1984), I luoghi della cultura, in S. Lanaro (a cura di), Il Veneto, Torino, Ed. Einaudi, pp. 233–406.

### Altro
- (2004), Dall'esilio alla repubblica. Lettere 1944-1957, a cura di Mimmo Franzinelli, prefazione, Torino, Bollati Boringhieri, pp. IX-XVIII.

## Rai storia ( TV e radio)
- ’14 – ’18. La Grande Guerra 100 anni dopo, serie di Rai Storia presentata da Paolo Mieli, con la conduzione di Carlo Lucarelli e con la consulenza storica di Antonio Gibelli e Mario Isnenghi, 2014, 4 stagioni, 20 episodi
- Il bombardamento di Venezia, Wikiradio, 26/02/18[3]